# Välivesi (sjö i Joensuu, Norra Karelen)
Välivesi är en sjö i kommunen Joensuu i landskapet Norra Karelen i Finland. Sjön ligger 85,2 meter över havet. Den är 9,9 meter djup. Arean är 1,32 kvadratkilometer och strandlinjen är 13,65 kilometer lång. Sjön  ingår i Vuoksens huvudavrinningsområde.   Den ligger omkring 26 kilometer nordöst om Joensuu och omkring 400 kilometer nordöst om Helsingfors. 
I sjön finns öarna Sikosaari, Nesterinsaari och Saappaansaari. Sydväst om Välivesi ligger Saapaskoski. Välivesi ligger nordöst om Alusvesi. 